# Jonas Wallström

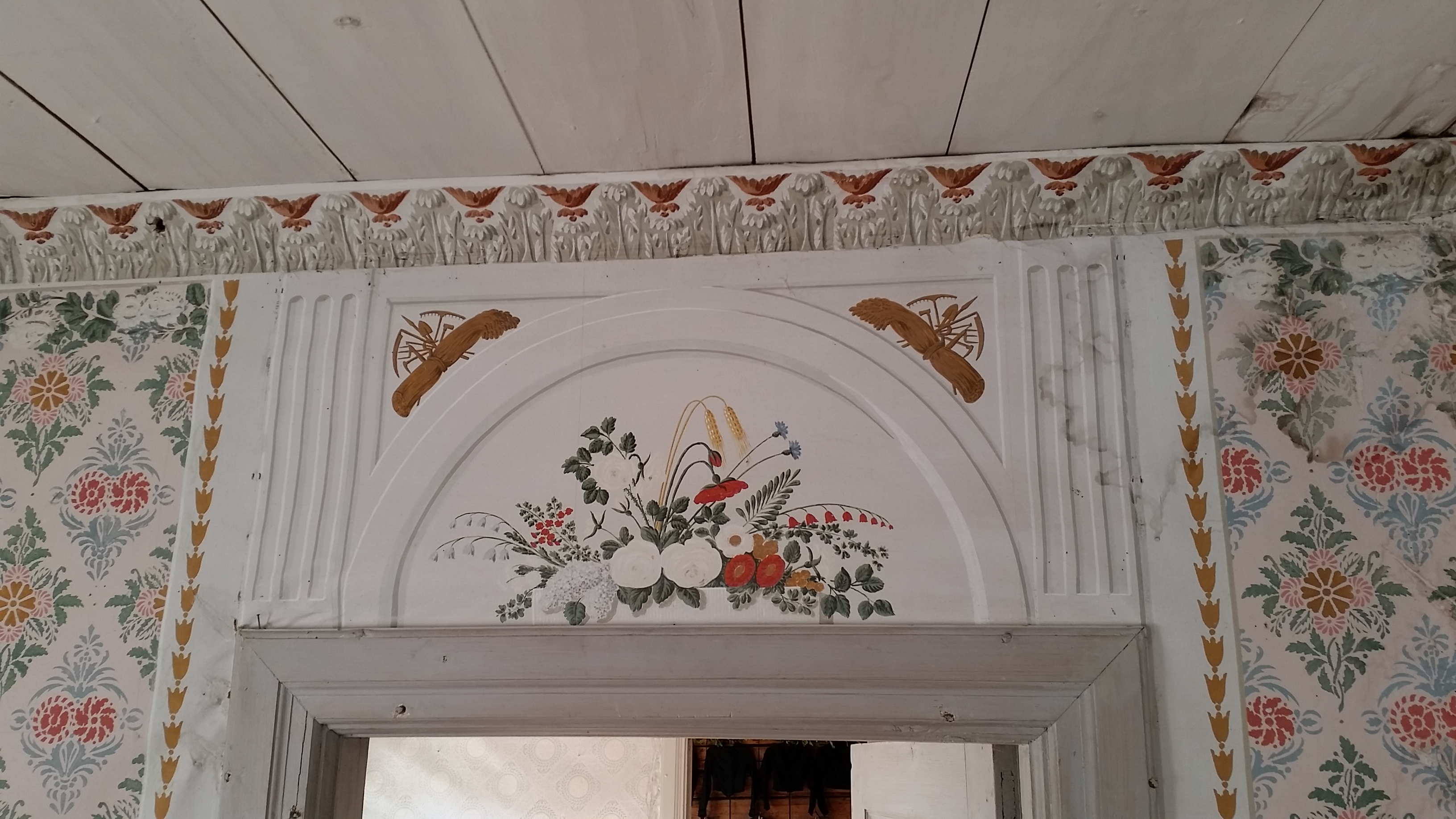
Dörröverstycke av Wallström på Gästgivars.

Jonas Wallström, ursprungligen Andersson, född 6 april 1798 i Vallsta i Arbrå socken, död där 26 april 1862, var en svensk allmogemålare och ornamentmålare. Han är känd för användandet av schabloner för att skapa intrikata flerfärgade mönster. Wallströms interiörmåleri på Gästgivars i Vallsta har fått världsarvsstatus.

## Biografi
Wallström var son till soldaten och timmermannen Anders Krok (1768–1837) och hustrun Greta Jonsdotter (1770–1853). Han var näst äldst i en syskonskara om fyra barn. Mellan 1814 och 1821 var han bosatt i Hudiksvall medan han var verksam som lärling till målaren Anders Winberg. Sedan flyttade han tillbaka till Vallsta. Efter eller under lärlingstiden tog han efternamnet Wallström efter hemorten. Han utbildades sedan vidare som gesäll vid Gustaf Söderbergs verkstad i Stockholm mellan 1823 och 1831. Han ska också ha fått undervisning hos tapetmålaren Carl Fredric Torsselius. Vid återkomsten till hembygden i början av 1830-talet blev Wallström mellersta Ljusnandalens främste schablonmålare. Han gifte sig 1831 med Karin Jansdotter från Röste i Bollnäs. Makarna fick fem döttrar tillsammans. Wallström var vän med målaren Olof Hofrén som utsågs till fadder för en av Wallströms döttrar.
Wallström förblev gesäll under hela sin karriär. Han avled i lungsot 1862.

## Målerier
Wallströms måleri återfinns i en rad gårdar, de flesta i mellersta Ljusnandalen, i Bollnäs och Arbrå socknar. Vissa av måleriarbetena är signerade, medan andra har tillskrivits honom utifrån stilen inklusive val av motiv och färgpalett. Det är måleri av skiftande slag, ett fåtal möbler och tavlor, men mest rumsinredningar med både dekorativt måleri och schablonmåleri. Typiska för Jonas Wallström är inredningar med målade rikt förgyllda ramverk, kolonetter och ornament i Karl Johanstil, samt vältecknade och rika schablonmönster. Motiven mellan ornamenten är vanligen romantiska landskapsmotiv eller pastorala idyller. För motiven har han sannolikt använt tyska förlagor.
De målade rummen på världsarvsgården Gästgivars i Vallsta utgör välbevarade, representativa exempel på hans skicklighet. Den schablonmålade "Gästgivarstapeten" lanserades av företaget Duro som tryckt tapet under 1960-talet. Landskapsmotiven i stora salen bedöms vara utförda efter en okänd förlaga.
Övriga arbeten som tillskrivits honom återfinns på Hälsinglands museum, Renshammar i Bollnäs, Wallins i Växbo, Lars-Pers i Hov, Träslottet i Koldemo och Arbrå Fornhem. Attribueringen till Träslottet har dock ifrågasatts. På Wallins restaurerade Wallström dekorationsmåleri av Paul Hallberg, men bidrog med eget schablonmåleri i andra utrymmen på nedervåningen. Han påbörjade arbetet med Norrbo kyrkas altartavla 1838, men var tvungen att avbryta arbetet av hälsoskäl, varefter den målades färdigt av Albert Blombergsson. När det hälsingska inredningsmåleriet ersattes med tapeter övergick Wallström till att måla tavlor och ett antal från början av 1860-talet finns bevarade.

## Galleri

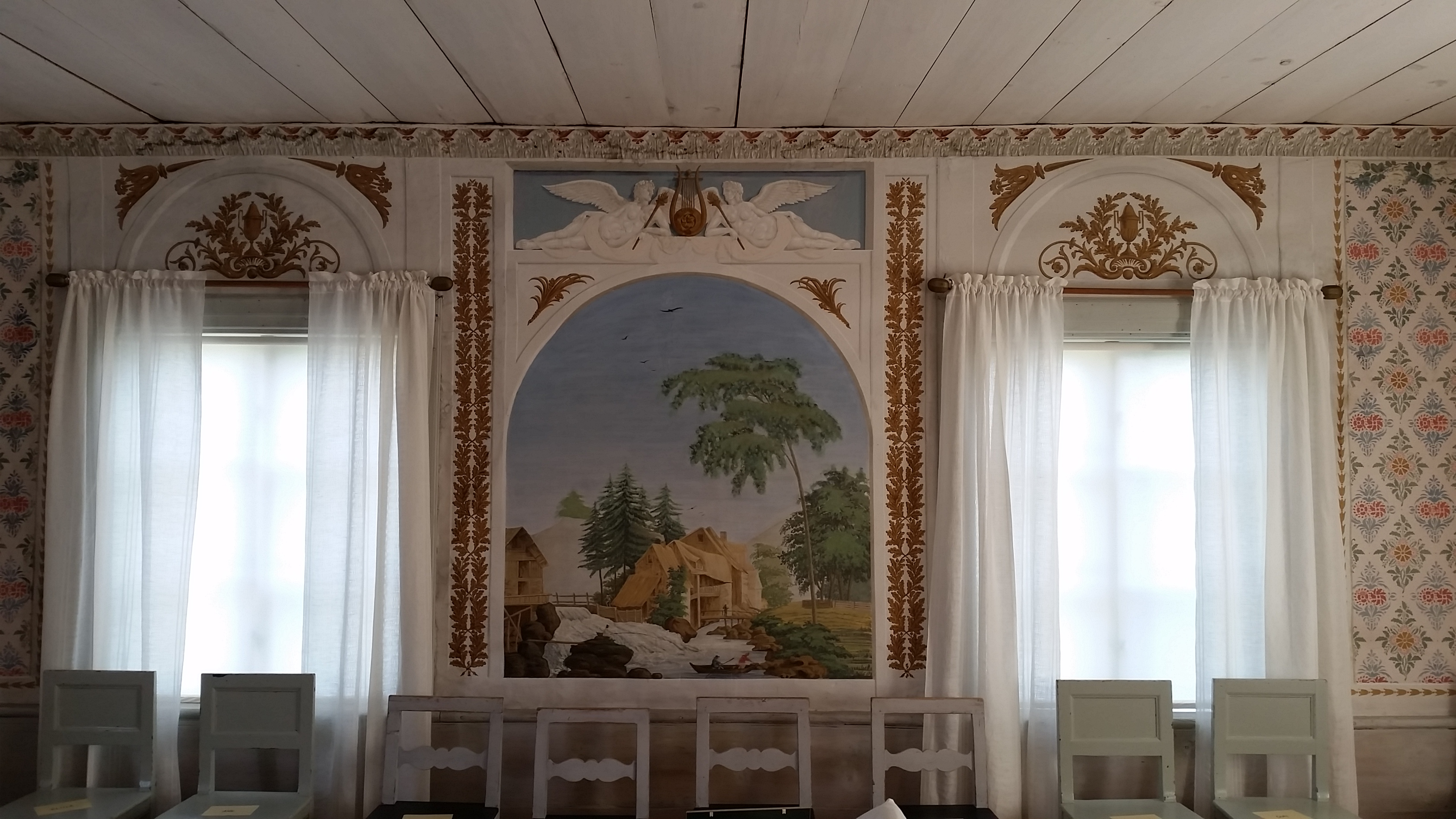
Stora salen på Gästgivars
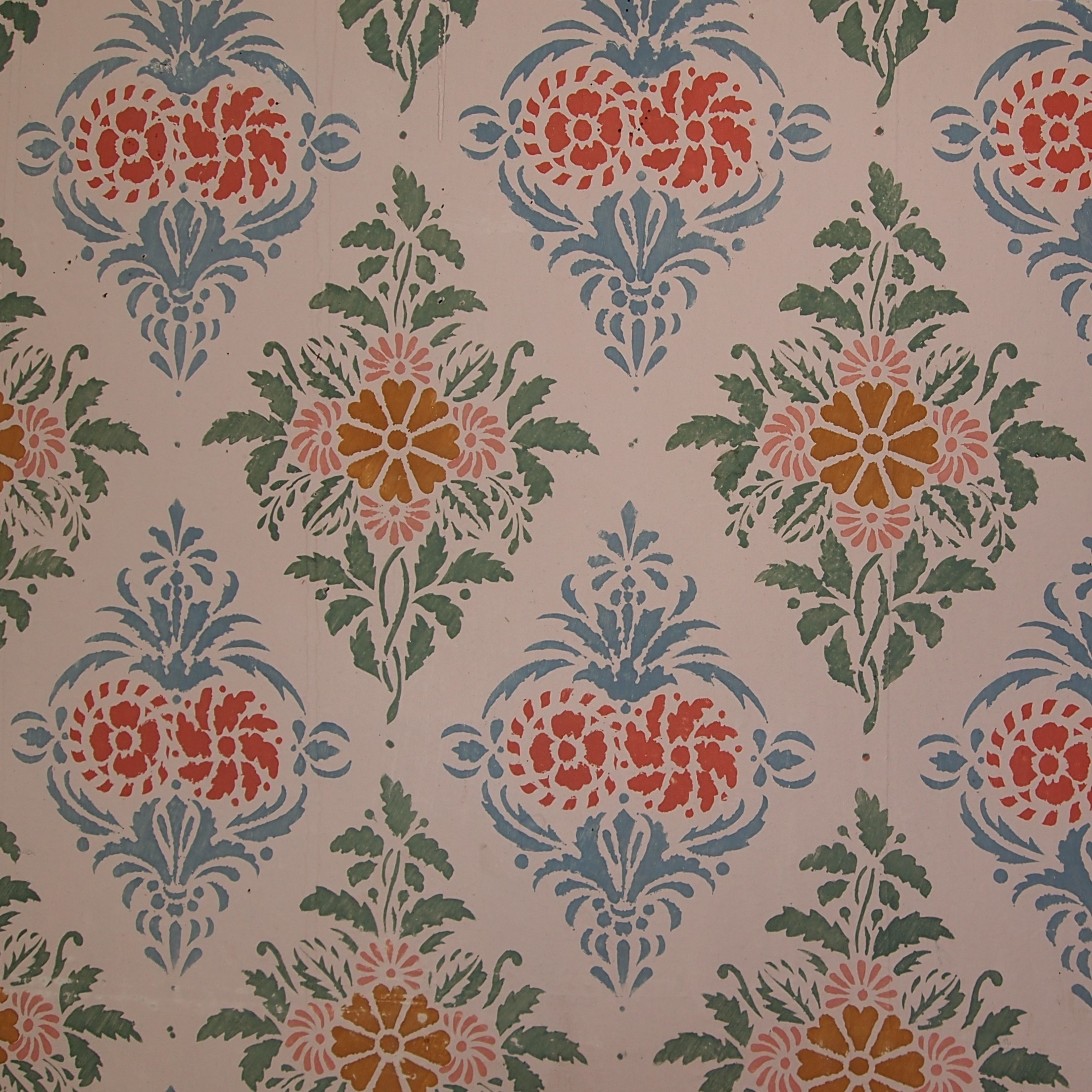
Närbild av den schablonmålade "Gästgivarstapeten"